# گوردون گونسون
گوردون گونسون (انگلیسی: Gordon Gunson؛ ۱ ژوئیه ۱۹۰۴ – ۸ سپتامبر ۱۹۹۱) بازیکن فوتبال اهل بریتانیا بود.
از باشگاه‌هایی که در آن بازی کرده‌است می‌توان به باشگاه فوتبال رکسهام، باشگاه فوتبال لیورپول، باشگاه فوتبال نلسون، باشگاه فوتبال ساندرلند، باشگاه فوتبال سوئیندون تاون، و باشگاه فوتبال رکسهام اشاره کرد.